# Kleersbrücke
Die Kleersbrücke ist eine Brücke über den Mühlgraben in Quedlinburg in Sachsen-Anhalt. Teile der Brücke sind im Quedlinburger Denkmalverzeichnis als Baudenkmal eingetragen.

## Lage
Die Brücke befindet sich nördlich der historischen Quedlinburger Altstadt. Über sie verläuft die Donndorfstraße.

## Architektur und Geschichte
Der Bereich der heutigen Kleersbrücke diente bereits in historischer Zeit als Brückenstandort. Südlich befand sich die Quedlinburger Stadtbefestigung. Zunächst bestand eine Holzbrücke, die regelmäßig erneuert werden musste. Ihre Bedeutung war untergeordnet, sie trug den Namen Saubrücke. Sie diente als Zugang zur Brunlakenmühle und wurde von Menschen genutzt, die mit dem Esel Korn zur Mühle brachten. Bei dem Hochwasser vom 6./7. Januar 1539 wurde die Brücke zerstört. Eine spätere Erneuerung fand zumindest im Jahr 1705 für 80 Taler statt. 1857 wurde die alte Kleersbrücke abgerissen und durch einen Neubau ersetzt. Dieser Neubau erfolgte im Zusammenhang mit der Verlängerung der Weberstraße durch die ehemalige Stadtmauer nach Norden. Der Verkehr führte von dort über die Kleersbrücke nach Westen zur Straße Gröpern. 1926 erfolgte im Zuge des Ausbaus der Straße An den Fischteichen ein erneuter Brückenbau. Im Jahr 2006 wurde die Brücke von 1926 abgerissen und durch eine moderne Betonbrücke ersetzt. Bei den Bauarbeiten wurden Reste von hölzernen Pfeilern der Vorgängerbauten gefunden.
Im Quedlinburger Denkmalverzeichnis (Stand 1998) wird die Brücke als Denkmal geführt. Hierbei wurde auf die mit expressionistischen und neoklassizistischen Elementen versehene Brüstung abgestellt. Die aus schmiedeeisernen Gittern und auf der Ostseite der Brücke befindliche Obelisken mit aufgesetzten Vasen bestehende Brüstung stammt aus den 1920er Jahren und ist trotz Neubau der Brücke auch heute erhalten.